# 刑部町
刑部町（おさかべちょう）は、岡山県阿哲郡にあった町。現在の新見市大佐小阪部、大佐小南、大佐永富にあたる。
大佐町を経て、新見市などとの合併時、それぞれの大字に大佐を冠することになった。

## 沿革
- 1889年6月1日 - 町村制施行に伴い、阿賀郡小坂部村、小南村、永富村が合併し、刑部村となる。
- 1900年4月1日 - 阿賀郡の内、呰部村、上水田村、水田村、中井村、中津井村は上房郡に編入、残る阿賀郡と哲多郡が合併、阿哲郡となる。
- 1927年10月1日 - 阿哲郡刑部村が町制、刑部町となる。
- 1930年12月11日 - 刑部駅が開業。
- 1955年2月11日 - 阿哲郡上刑部村、丹治部村と合併、大佐町となる。